# Metrodora
Metrodora is een geslacht van rechtvleugeligen uit de familie doornsprinkhanen (Tetrigidae). De wetenschappelijke naam van dit geslacht is voor het eerst geldig gepubliceerd in 1887 door Bolívar.

## Soorten
Het geslacht Metrodora omvat de volgende soorten:
- Metrodora acuta Günther, 1939
- Metrodora arcuatus Bruner, 1922
- Metrodora colombiae Günther, 1939
- Metrodora gibbinotus Bruner, 1910
- Metrodora harroweri Hebard, 1924
- Metrodora lutosa Bolívar, 1887
- Metrodora panamae Hebard, 1924
- Metrodora pygmaeus Roberts, 1937
- Metrodora rana Bolívar, 1887
- Metrodora reticulata Hancock, 1906
- Metrodora simplex Hebard, 1924
- Metrodora sinuata Morse, 1900
- Metrodora uniformis Bruner, 1910